# Capparis aegyptia
Capparis aegyptia är en art tillhörande släktet Capparis inom kaprisväxterna som beskrevs 1783 av Jean-Baptiste de Lamarck i Encyclopédie méthodique. Botanique. Arten behandlades tidigare ofta som underart till, eller varietet av Capparis spinosa, men ges numera artstatus efter mera ingående morfologiska och molekylärfylogenetiska studier.
Artnamnet aegyptia betyder "egyptisk". 

## Utseende
De något köttiga bladen är äggrunda till omvänt äggrunda, med rundad spets, och skotten är grågröna till blågröna, blådaggiga.

## Utbredning och habitat
C. aegyptia växer på klippor och branta sluttningar, från havsnivå upp till 2000 m.ö.h., ofta i närheten av mänskliga boningar, och förekommer från östra Medelhavet till Indien (Egypten, Indien, Israel, Jordanien, Saudiarabien).

## Capparis aegyptiaoch människan
Den är vanlig i Israel och Egypten där blomknopparna plockas och används som kapris.